# Église Saint-Eutrope de Biron
Pour les articles homonymes, voir Église Saint-Eutrope.
L'église Saint-Eutrope est une église de style roman saintongeais située à Biron en Saintonge, dans le département français de la Charente-Maritime en région Nouvelle-Aquitaine.

## Historique
L'église Saint-Eutrope fut construite en style roman au XIIe siècle.

## Description
Le portail en plein cintre a cinq voussures et est bordé de deux baies aveugles en arc brisé. Il est décoré de nombreuses figures et est surmonté d'une corniche à onze baies. La nef a été rehaussée pour être parée de meurtrières. Le clocher est octogonal sur la croisée de transepts. La nef est à quatre travées mais la voûte en pierre a disparu, de nombreux chapiteaux sont décorés.

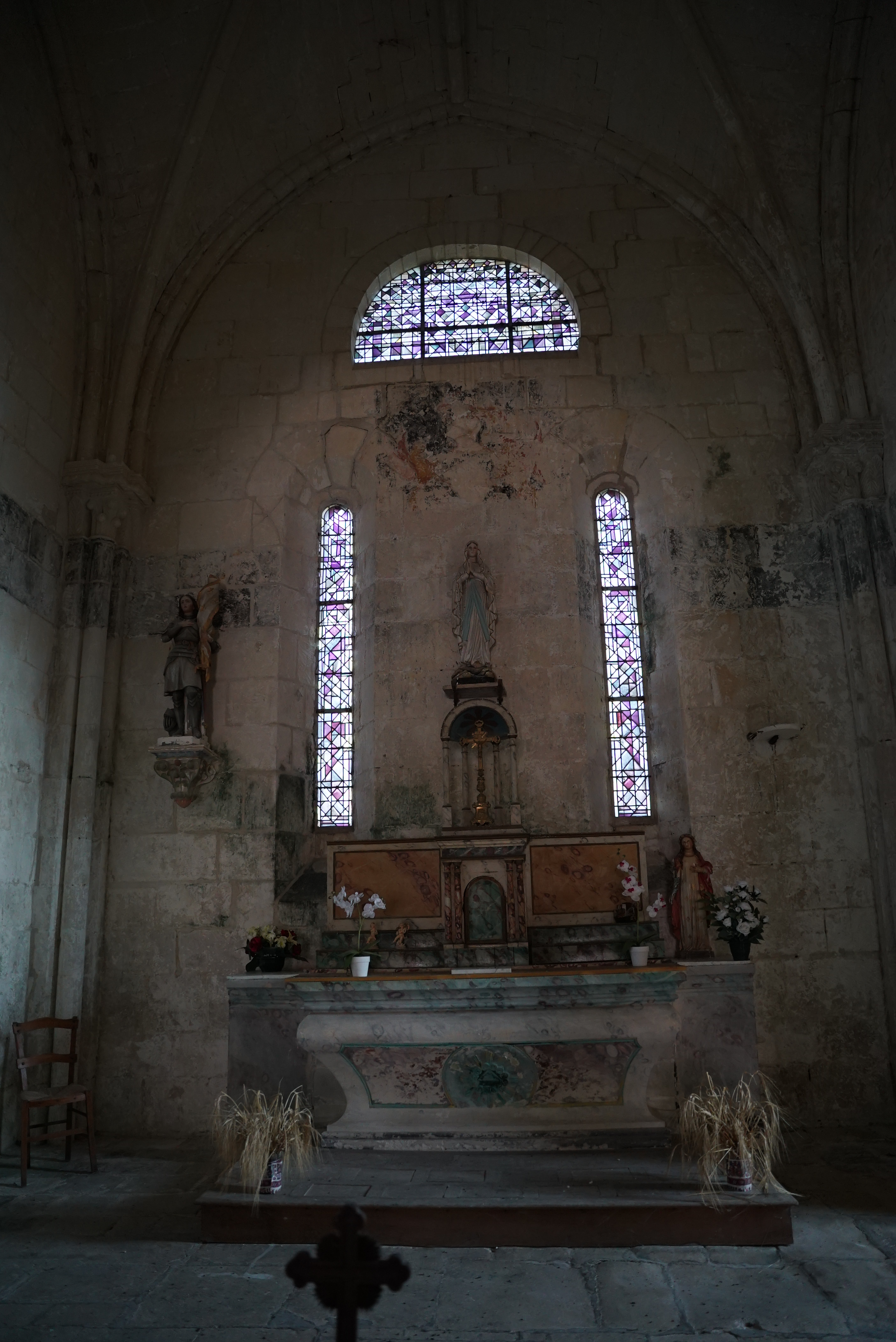
Chevet plat entouré de trois baies.
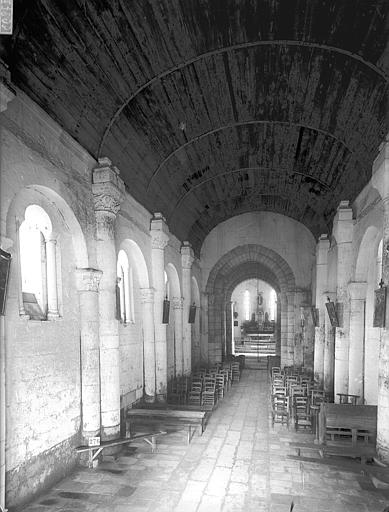
En 1919, la nef par Heuzé.
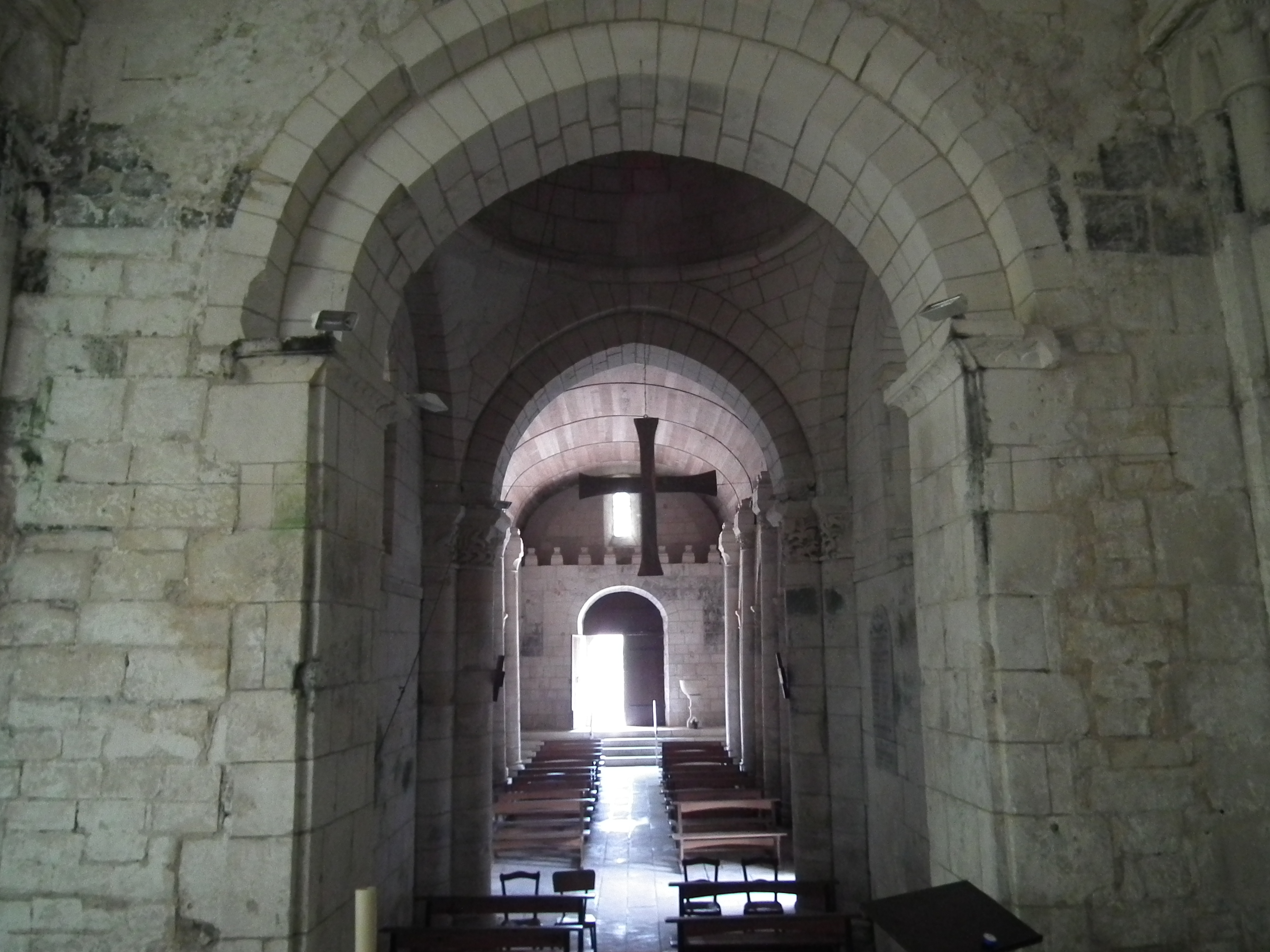
La nef vers le portail.
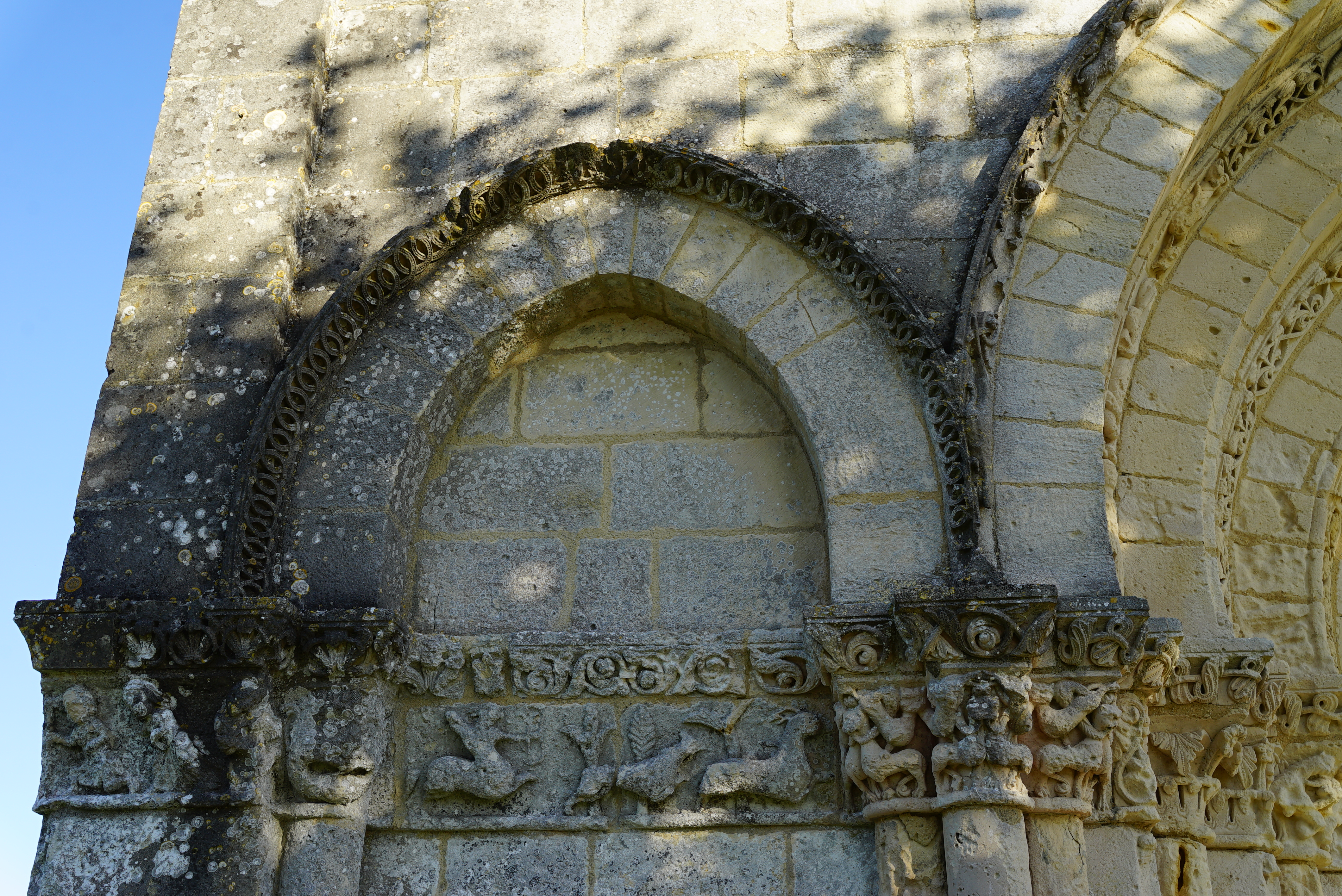
Sétail de la façade,
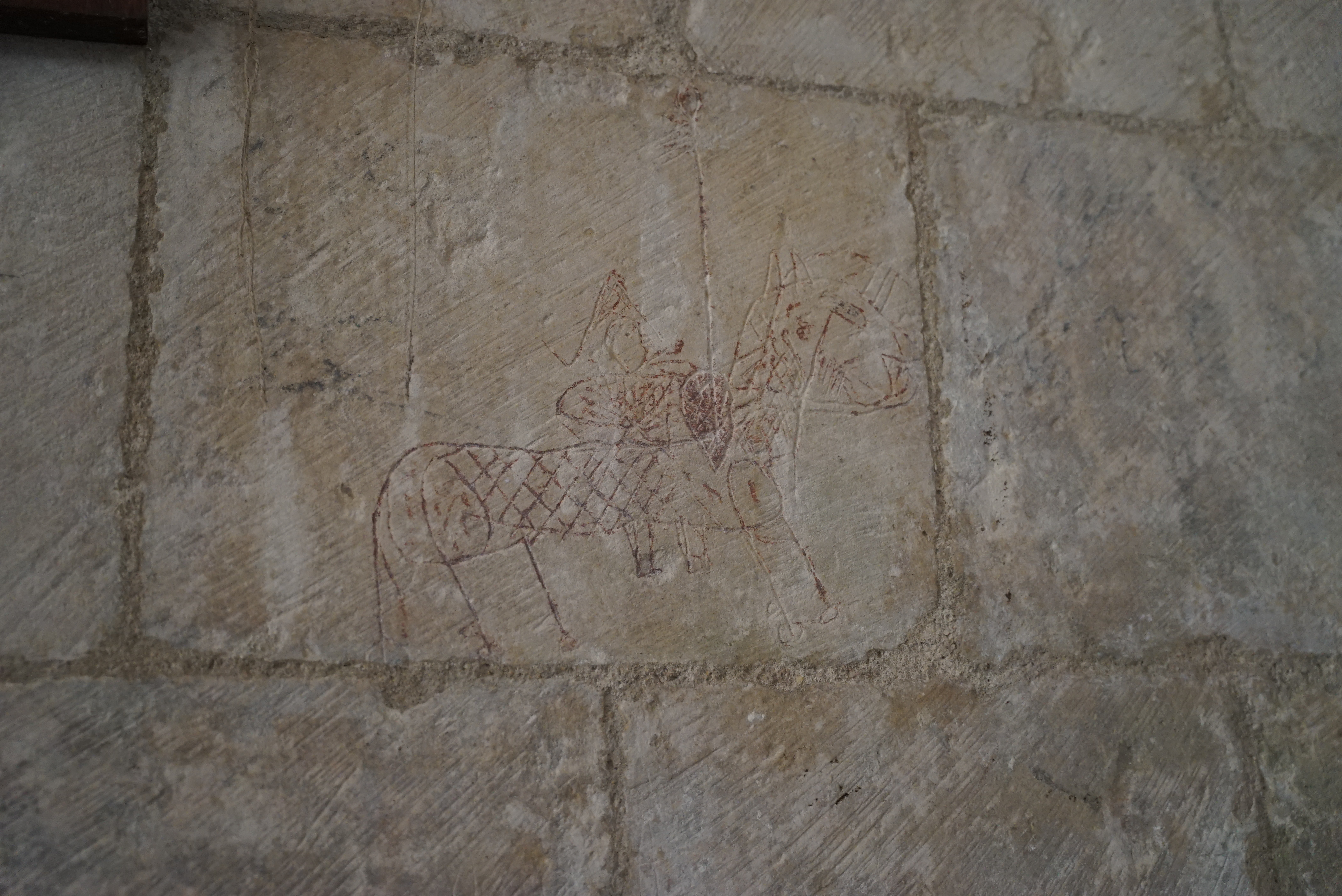
Gravure dans le mur de la nef.
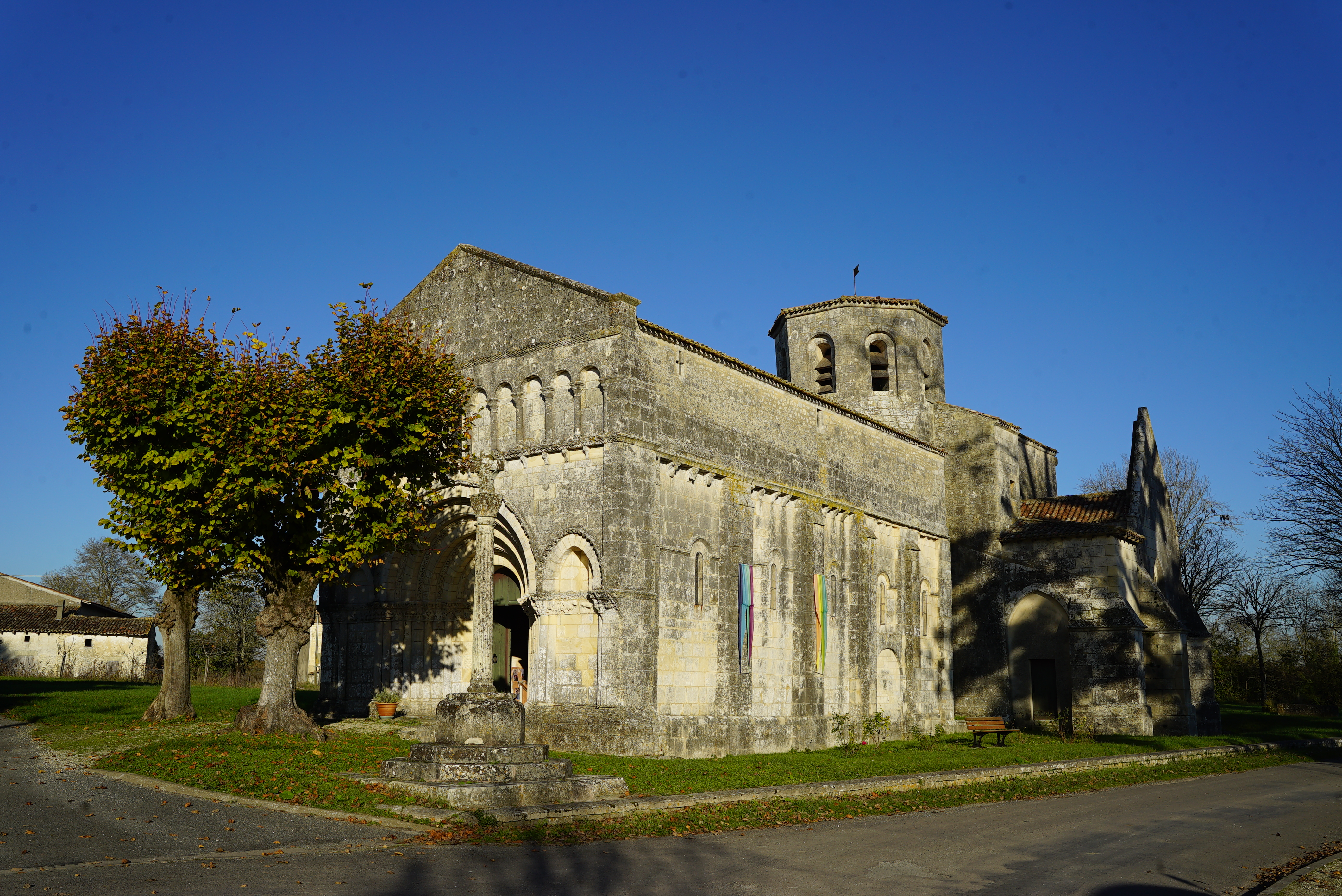
Depuis le sud.
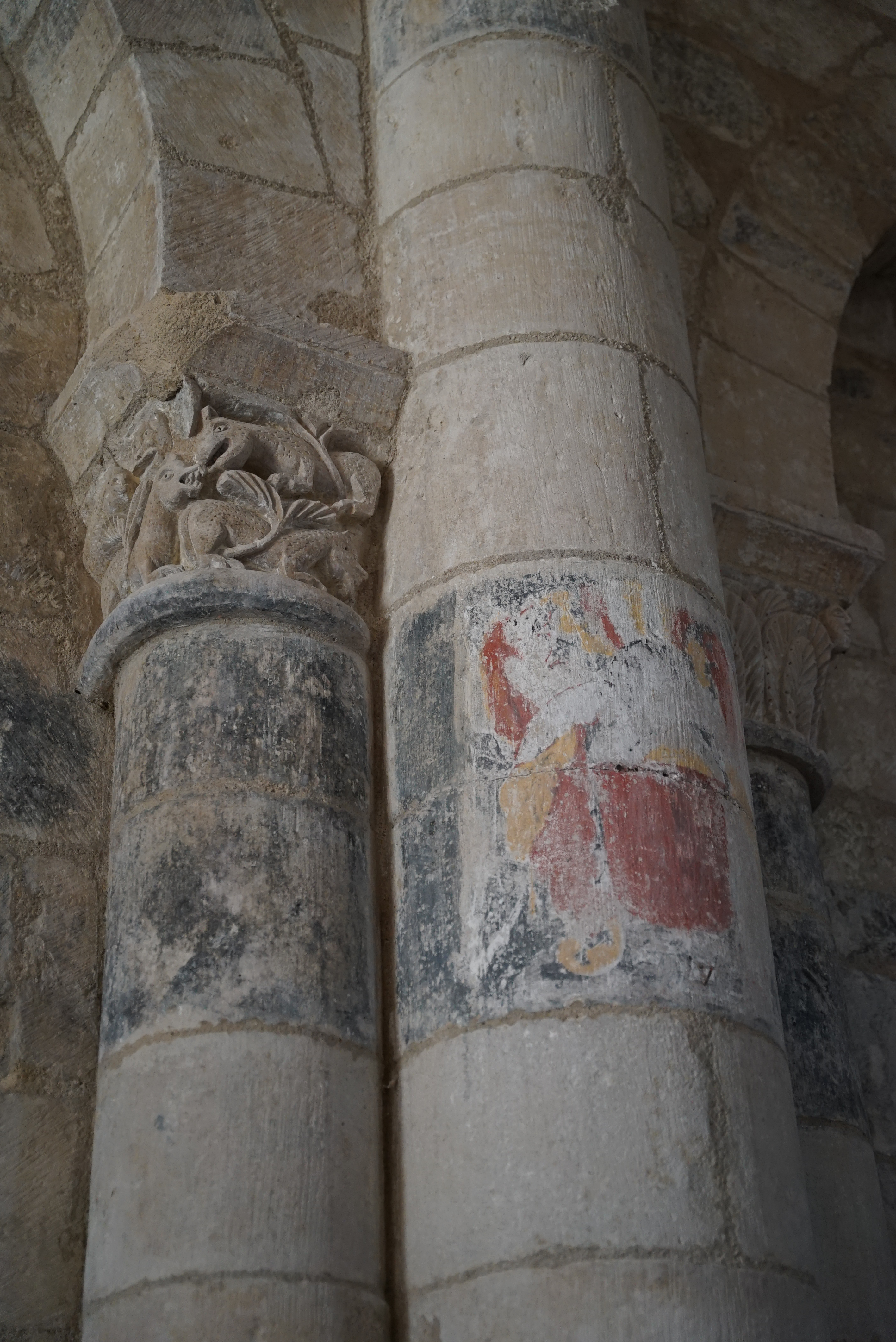
Chapiteau et trace d'un litre funéraire.

## Protection
L'église Saint-Eutrope fait l'objet d'un classement au titre des monuments historiques depuis le 21 janvier 1907.

## Référence
1. 1 2  Notice no PA00104622, sur la plateforme ouverte du patrimoine, base Mérimée, ministère français de la Culture

## Pour compléter